# Шаптиновци
Шаптиновци су насељено место у саставу општине Ђурђеновац у Осјечко-барањској жупанији, Република Хрватска.

## Историја
До територијалне реорганизације у Хрватској налазили су се у саставу старе општине Нашице.

## Становништво
На попису становништва 2011. године, Шаптиновци су имали 543 становника.

## Попис1991.
На попису становништва 1991. године, насељено место Шаптиновци је имало 758 становника, следећег националног састава:
| Попис 1991.‍  | Попис 1991.‍  | Попис 1991.‍ | Попис 1991.‍ | Попис 1991.‍ |
| ------------ | ------------ | ----------- | ----------- | ----------- |
|              |              |             |             |             |
| Хрвати       | Хрвати       |             | 744         | 98,15%      |
| Срби         | Срби         |             | 4           | 0,52%       |
| неопредељени | неопредељени |             | 1           | 0,13%       |
| непознато    | непознато    |             | 9           | 1,18%       |
| укупно: 758  |              |             |             |             |